# Chapelle Notre-Dame de la Charité
De Chapelle Notre-Dame de la Charité (Onze-Lieve-Vrouw van de Liefdadigheidkapel) is een modernistische mariakapel in het gehucht Culot van de Belgische gemeente Bertrix. De kapel is sinds 2017 beschermd als monument.

## Geschiedenis
De kapel werd gebouwd in 1954 op initiatief van kanunnik André Lanotte uit dankbaarheid dat Bertrix grotendeels ongeschonden uit de Tweede Wereldoorlog was gekomen. Daarom liet hij vier mariakapellen bouwen in de vier hoeken van grondgebied van Bertrix. De Chapelle Notre-Dame de la Charité werd met de andere drie kapellen op 16 oktober 2017, samen met hun omgeving, beschermd als édifices et oeuvres d'art door de Franse Gemeenschap.

## Beschrijving
De Chapelle Notre-Dame de la Charité staat in het gehucht Culot ten zuiden van Bertrix en kijkt uit over de vallei van de Munos. Ze werd gebouwd op basis van schetsen van de Belgische architect Jacques Dupuis (1914-1984), verder uitgewerkt door architect Roger Bastin (1913-1988). Het grondplan heeft de vorm van een trapezium. De kapel is gebouwd met lokale schist aangevuld met gewapend beton. Achter een klein stenen altaar is een 9,2 meter breed mozaïek aangebracht. Dit stelt een piëta voor in de kleuren geel, groen en zwart tegen een witte achtergrond. het is het werk van de Franse expressionistische kunstenaar Maurice Rocher.